# Port St. Joe
Port St. Joe is een plaats (city) in de Amerikaanse staat Florida, en valt bestuurlijk gezien onder Gulf County.

## Demografie
Bij de volkstelling in 2000 werd het aantal inwoners vastgesteld op 3644.

## Geografie
Volgens het United States Census Bureau beslaat de plaats een oppervlakte van
8,6 km², geheel bestaande uit land.

## Plaatsen in de nabije omgeving
De onderstaande figuur toont nabijgelegen plaatsen in een straal van 44 km rond Port St. Joe.